# Alfredo Ajpacajá
Alfredo Esteban Ajpacajá Pax (Totonicapán, 10 november 1989) is een Guatemalteeks wielrenner. Zijn jongere broer Celso is ook wielrenner.

## Carrière
In 2008 eindigde Ajapcajá in vijf van de dertien etappes van de Ronde van Guatemala bij de beste tien renners. In het eindklassement stond hij op de dertigste plaats. Later dat jaar eindigde hij tweemaal in de top tien in etappes van de Ronde van Costa Rica. Na de Ronde van Guatemala in 2009, waarin de derde plaats in de elfde etappe zijn beste klassering was, werd Ajpacajá betrapt op het gebruik van boldenon en voor twee jaar geschorst.
In 2013 werd Ajpacajá, achter Julián Yac, tweede op het nationale kampioenschap op de weg. Een jaar later werd hij dertiende in de wegwedstrijd op de Pan-Amerikaanse kampioenschappen. In 2016 behaalde hij zijn eerste zege: in de tweede etappe van de Ronde van Guatemala kwam hij solo als eerste over de finish. In 2017 won hij, dezelfde dag dat hij ook de rit in lijn had gewonnen, samen met zijn team de ploegentijdrit. Door die overwinning nam hij de leiderstrui over van zijn broer Celso Ajpacajá.
In 2018 won hij in dezelfde Ronde van Guatemala de zevende en achtste etappe en schreef vervolgens ook het eindklassement op zijn naam.

## Overwinningen
2016
2e etappe Ronde van Guatemala
2017
3e etappe deel A en B (ploegentijdrit) en 9e etappe Ronde van Guatemala
2018
7e en 8e etappe Ronde van Guatemala
Eindklassement Ronde van Guatemala
2019
6e etappe Ronde van Guatemala